# آسیت
آسیت (به انگلیسی: Ascites) یا آب‌آوردگی شکم به تجمع مایع در حفره صفاقی گفته می‌شود. از نظر بالینی وقتی آسیت قابل تشخیص است که حجم مایع بیش از ۵۰۰ سی سی باشد. آب‌آوردگی شکم دلایل گوناگونی از جمله بیماری‌های کبدی مانند سیروز و متاستاز و سرطان‌های گوارشی و نیز مسدود شدن سیاهرگ کبدی در نشانگان باد-کیاری می‌تواند داشته باشد. تشخیص دقیق به وسیلهٔ پاراسنتز و آزمایش خون و نیز با ماتیته جابجا شونده در دَق و سونوگرافی قابل انجام است.
گرادیان بالای آلبومین نشان‌دهنده افزایش فشار سیاهرگ باب کبدی (ورید باب) است.
درمان اولیه با محدودیت سدیم در غذا، محدودیت مایعات، داروهای ادرارآور مانند اسپیرونولاکتون و فوروزماید است. در آب‌آوردگی مقاوم گاه به تخلیه مکرر آب‌آوردگی یا ایجاد شانت داخل صفاقی و آناستوموز سیاهرگ باب به ورید اجوف تحتانی می‌پردازند.
در کشورهای توسعه یافته، شایع‌ترین علت، سیروز کبدی است. علل دیگر عبارتند از: سرطان، نارسایی قلبی، سل، پانکراتیت و انسداد ورید کبدی. در سیروز، مکانیزم پایه، فشار خون بالا در سیستم پورتال و اختلال در عملکرد عروق خونی است. تشخیص معمولاً بر اساس معاینه همراه با سونوگرافی یا CT اسکن می‌شود.

## علائم و نشانه‌ها
آسیت‌های خفیف به سختی قابل تشخیص هستند، اما آسیت‌های شدید معمولاً منجر به اتساع شکم می‌شود. افراد مبتلا به آسیت به‌طور کلی از فشار فزاینده شکم و همچنین تنگی نفس به دلیل ضعف مکانیکی در دیافراگم شکایت می‌کنند.
آسیت با معاینه فیزیکی شکم با برآمدگی قابل توجه پهلوها در فرد خوابیده به پشت (flank bulging)، تغییر صدای دق (shifting dullness) (تفاوت در صدای دق در پهلوها که در هنگام چرخش شخص تغییر مکان می‌یابد) تشخیص داده می‌شود؛ یا در آسیت‌های شدید با تست (fluid thrill یا fluid wave) (ضربه زدن یا فشار دادن از یک طرف باعث ایجاد اثر موج مانند از طریق مایعات می‌شود که ممکنست در طرف مقابل شکم احساس شود).
سایر علائم آسیت ممکن است به دلیل علت زمینه‌ای آن وجود داشته باشند؛ به عنوان مثال، در فشار خون بالای پورت (احتمالاً به دلیل سیروز یا فیبروز کبد) افراد ممکن است از تورم ساق، کبودی، ژنیکوماستی، هماتمز یا اختلالات روانی ناشی از انسفالوپاتی شکایت کنند. کسانی که به دلیل ابتلا به سرطان (کارسینوم صفاقی) مبتلا به آسیت هستند ممکن است خستگی مزمن یا کاهش وزن را ذکر کنند. کسانی که به دلیل نارسایی قلبی آسیت دارند ممکن است از تنگی نفس و همچنین خس خس (ویزینگ) و عدم تحمل فعالیت نیز رنج ببرند.

### عوارض
عوارض ممکن است شامل پریتونیت باکتریایی خودبخود (SBP)، سندرم کبدی-کلیوی و ترومبوز باشد. ترومبوز ورید پورتال و ترومبوز ورید طحال- شامل لخته شدن خون روی ورید پورتال کبدی یا واریس‌های مرتبط با ورید طحال است- می‌تواند منجر به فشار خون بالا در ورید پورتال و کاهش جریان خون شود. وقتی فرد مبتلا به سیروز کبدی از ترومبوز رنج می‌برد، انجام پیوند کبد ممکن نیست، مگر اینکه ترومبوز بسیار جزئی باشد.

## علل

### گرادیان آلبومین سرم-آسیت بالا (SAAG یا ترانسوداتیو)
- ۸۱٪ سیروز (۶۵٪ الکلی - ۱۰٪ ویروسی - ۶٪ کریپتوژنیک)
- ۳٪ نارسایی قلبی
- ترمبوز وریدی کبد: سندروم باد-کیاری یا بیماری ترومبوتیک عروقی
- Constrictive pericarditis
- کواشیورکور (سوء تغذیهٔ انرژی-پروتئین کودکان)

### SAAG پایین یا اگزوداتیو
- سرطان (متاستاتیک یا کارسینوماتوز صفاقی اولیه)
- عفونت: توبرکلوزیز - پریتونیت باکتریال ناگهانی
- پانکراتیت
- سروزیت
- سندروم نفروتیک
- آنژیوادم ارثی

### سایر علل
- سندروم میگز
- واسکولیت
- هیپوتیروئیدیسم
- دیالیز کلیه
- مزوتلیومای صفاقی
- توبرکلوز (سل) شکمی
- ماستوسیتوز

## تشخیص
به‌طور معمول، شمارش کامل خون (CBC)، الکترولیت‌ها، آنزیمهای کبدی و فاکتورهای انعقادی باید بررسی شوند. اکثر متخصصان توصیه می‌کنند در صورت جدید بودن آسیت یا در صورت بستری شدن فرد مبتلا به آسیت در بیمارستان، پاراسنتز تشخیصی انجام شود. سپس مایع، از نظر ظاهر کلی، سطح پروتئین و آلبومین و شمارش گلبول‌های قرمز و سفید بررسی می‌شود. اقدامات بیشتر در صورت وجود اندیکاسیون انجام می‌شوند، از قبیل ارزیابی میکروبیولوژیک، رنگ آمیزی گرم و سیتوپاتولوژی.